# Giải bóng đá hạng nhất quốc gia Bỉ 1938–39
Đây là thống kê của Giải bóng đá hạng nhất quốc gia Bỉ mùa giải 1938-39.

## Tổng quan
Giải có sự tham gia của 14 đội, và Beerschot giành chức vô địch.

Vì sự bùng nổ của Thế chiến thứ II, mùa giải 1939-40 đã bị hủy bỏ sau 9 trận đấu và không bắt đầu lại cho đến mùa giải 1941-42 (mặc dù có một mùa giải không chính thức 1940-41 vẫn diễn ra).

## Bảng xếp hạng
| Vị thứ | Đội bóng                       | St | T  | H  | B  | BT | BB | Đ  | HS  | Ghi chú                        |
| ------ | ------------------------------ | -- | -- | -- | -- | -- | -- | -- | --- | ------------------------------ |
| 1      | Beerschot                      | 26 | 19 | 3  | 4  | 70 | 29 | 41 | +41 |                                |
| 2      | Lierse S.K.                    | 26 | 13 | 8  | 5  | 67 | 37 | 34 | +30 |                                |
| 3      | R.O.C. de Charleroi-Marchienne | 26 | 15 | 3  | 8  | 60 | 44 | 33 | +16 |                                |
| 4      | KV Mechelen                    | 26 | 14 | 4  | 8  | 64 | 45 | 32 | +19 |                                |
| 5      | R.S.C. Anderlecht              | 26 | 11 | 6  | 9  | 45 | 47 | 28 | -2  |                                |
| 6      | Royale Union Saint-Gilloise    | 26 | 9  | 6  | 11 | 57 | 60 | 24 | -3  |                                |
| 7      | K Boom FC                      | 26 | 9  | 6  | 11 | 40 | 55 | 24 | -15 |                                |
| 8      | Royal Antwerp FC               | 26 | 8  | 7  | 11 | 53 | 51 | 23 | +2  |                                |
| 9      | Standard Liège                 | 26 | 8  | 7  | 11 | 62 | 67 | 23 | -5  |                                |
| 10     | White Star                     | 26 | 8  | 6  | 12 | 45 | 64 | 22 | -19 |                                |
| 11     | Cercle Brugge K.S.V.           | 26 | 8  | 6  | 12 | 38 | 56 | 22 | -18 |                                |
| 12     | La Gantoise                    | 26 | 7  | 7  | 12 | 32 | 37 | 21 | -5  |                                |
| 13     | Daring Club                    | 26 | 4  | 12 | 10 | 31 | 48 | 20 | -17 | Xuống hạng 1941-42 Division I. |
| 14     | Club Brugge K.V.               | 26 | 6  | 5  | 15 | 40 | 64 | 17 | -24 | Xuống hạng 1941-42 Division I. |